# Торговля людьми в Мали
Торговля людьми в Мали — уголовно наказуемое преступление, связанное с куплей-продажей людей, а равно с вербовкой, перевозкой, передачей, укрывательством, получением путём угрозы силой или её применением и другими формами принуждения, похищения, мошенничества, обмана, злоупотребления властью, уязвимостью положения, путём подкупа в виде платежей или выгод для получения согласия лица, контролирующего другое лицо, а также иными сделками в отношении человека в целях его эксплуатации, происходящее на территории Мали.
Мали является страной происхождения, транзита и назначения для мужчин, женщин и детей, подвергающихся торговле людьми, особенно принудительному труду, и, в меньшей степени, принудительной проституции. В Мали женщин и девочек принуждают к домашнему рабству и, в ограниченной степени, проституции. Малийские мальчики содержатся в условиях принудительного попрошайничества и принудительного труда на золотых приисках и в сельскохозяйственных условиях как в Мали, так и в соседних странах. Отчеты показывают, что малийские дети продаются в Сенегал и Гвинею для принудительного труда на золотых приисках и для принудительного труда на хлопковых и какао-фермах в Кот-д'Ивуаре. Мальчики из Мали, Гвинеи, Буркина-Фасо, Нигера и других стран принуждаются к попрошайничеству и эксплуатируются религиозными наставниками в Мали и за границей. Взрослые мужчины и мальчики, в основном этнического происхождения сунхай, подвергаются давней практике долгового рабства в соляных копях Таоденни в северной части Мали. Некоторые члены чёрной тамачекской общины Мали подвергаются традиционной практике рабства, основанной на наследственных отношениях господин-раб.
Правительство Мали не в полной мере соблюдает минимальные стандарты по ликвидации торговли людьми, однако оно прилагает значительные усилия для этого. Несмотря на эти усилия, такие как помощь в выявлении и спасении 80 жертв торговли детьми и разработка нового законодательства по борьбе с торговлей людьми, правительство не смогло найти доказательства прогресса в судебном преследовании и осуждении преступников, занимающихся торговлей людьми, и не приняло мер по пяти находящимся на рассмотрении случаям традиционного рабство. Таким образом, Мали находится в списке наблюдения уровня 2 уже второй год подряд.

## Обвинение
Правительство Мали продемонстрировало ограниченные усилия правоохранительных органов по борьбе с торговлей людьми в течение последнего года. Мали не запрещает все формы торговли людьми, хотя статья 244 Уголовного кодекса запрещает все формы торговли детьми. Осуждение за торговлю детьми влечет за собой наказание в виде тюремного заключения от 5 до 20 лет. Эти наказания являются достаточно строгими и сопоставимы с наказаниями за сексуальное насилие. Статья 229 Уголовного кодекса предусматривает уголовную ответственность за сексуальную эксплуатацию детей и принудительную проституцию взрослых женщин. Малийский закон не может адекватно криминализировать другие формы торговли людьми. Статья 242 Уголовного кодекса, принятая в 1973 году, запрещает отдельным лицам заключать соглашения или контракты, лишающие третьих сторон свободы: общественные организации утверждают, что этот закон, который иногда квалифицируется как закон против рабства, не подходит для судебного преследования по делам о наследственном наследстве. В ноябре 2009 года малийское правительство приняло участие в конференции, организованной одной из ведущих неправительственных организаций по борьбе с рабством для представления законопроекта о борьбе с рабством организациями гражданского общества. Чиновники планировали ввести отдельный закон, запрещающий все формы торговли людьми законодательному органу Мали позднее в 2010.
В течение отчетного периода правительство произвело два ареста за преступления, связанные с торговлей людьми: в обоих случаях подозреваемые в торговле людьми были освобождены без суда и следствия. Малийские власти не сообщали о каких-либо судебных преследованиях или осуждениях за преступления, связанные с торговлей людьми. Дважды в 2009 году один подозреваемый в совершении преступления, связанного с торговлей людьми, был взят под стражу малийскими властями с детьми, ставшими жертвами торговли людьми, когда он пытался покинуть страну: в обоих случаях он был освобожден без объяснения причин. Дата судебного разбирательства ещё не была назначена в отношении трех человек, арестованных в марте 2008 года по обвинению в перевозке двух малийских и 24 гвинейских детей в Мали из Гвинеи. Они были освобождены в июне в ожидании суда. Шесть дел о традиционном рабстве по-прежнему находились на рассмотрении в малийских судах, и судебные власти не предприняли каких-либо заметных действий для возбуждения этих дел до завершения в уголовном суде. Однако в одном случае местные власти ответили на запрос общественных организаций об обсуждении мирового соглашения, хотя это не является адекватным ответом на предполагаемое преступление рабства. Один из этих случаев связан с темнокожим ребёнком Тамачеком, который был отобран у его родителей в Кидале в сентябре 2007 года лицом, претендующим на традиционные права собственности на ребёнка; ребёнок остается в заключении этого традиционного мастера
В течение отчетного периода правительство не проводило тренинги по расследованию случаев торговли людьми или законодательству для сотрудников правоохранительных и судебных органов Мали. Власти сотрудничали с правительствами Буркина-Фасо, Гвинеи и Мавритании, чтобы обеспечить репатриацию жертв торговли людьми. Сообщений об официальном соучастии в торговле людьми не поступало. Некоторые должностные лица могут не воспринимать такие определённые виды торговли людьми, как принудительное попрошайничество по указанию учителей из Корана, как вопиющие преступления, связанные с торговлей людьми, что препятствует проведению некоторых расследований торговли людьми. В некоторых случаях торговли детьми и их эксплуатации традиционное посредничество в конфликтах предпочиталось верховенству закона. Например, в некоторых случаях власти освобождали религиозных учителей, подозреваемых в принуждении детей к попрошайничеству после того, как было установлено, что учитель имел разрешение родителей на взятие ребёнка.

## Защита
Правительство Мали продемонстрировало умеренные усилия по защите жертв торговли людьми в прошлом году. Власти не сообщили о формальной системе выявления жертв торговли людьми среди таких уязвимых групп населения, как работающие дети. Из-за своих ограниченных ресурсов правительство не открывало приютов для жертв и не оказывало прямой помощи жертвам. Вместо этого оно направляло жертв в неправительственные и международные организации для оказания помощи, которые оказывали поддержку этим организациям в виде передачи земли или зданий. Власти сообщили об оказании помощи 80 детям, ставшим жертвами торговли людьми в 2009 году. Правительство не сообщало о помощи жертвам традиционного рабства. Большинство случаев торговли людьми, выявленных общественными организациями, доводятся до сведения правительства. Сотрудники Министерства по улучшению положения женщин, детей и семьи координируют процесс репатриации с коллегой из правительства страны происхождения жертвы.
В течение отчетного периода должностные лица опросили жертв по одному подозреваемому делу о торговле детьми, а также опросили одну жертву традиционного рабства. Мали не предоставляет законных альтернатив вывозу иностранных жертв в страны, где они сталкиваются с трудностями или местью. Выявленные жертвы не подвергаются ненадлежащему заключению или штрафу за незаконные действия, совершенные в результате прямой торговли людьми. Хотя малийское правительство заявило, что оно разработало систему сбора данных о преступлениях, связанных с торговлей людьми, и о количестве выявленных жертв, официальные лица не обнародовали эту систему.

## Предотвращение
Правительство Мали предприняло ограниченные усилия по предотвращению торговли людьми путем повышения осведомленности или другими способами в течение последнего года. Региональное правительственное учреждение в зоне с более высокой распространенностью принудительного сельскохозяйственного труда провело кампанию по информированию общественности о торговле детьми и детском труде. Многие правительственные чиновники не признают, что в Мали существует наследственное рабство. В течение отчетного периода Национальный руководящий комитет по борьбе с детским трудом, состоящий из 43 членов правительства, общественных и международных организаций, не сообщал о каких-либо действиях и страдал от плохой межведомственной связи. Тем не менее, министерство по делам женщин и детей создало более упорядоченный комитет по борьбе с торговлей людьми, и правительство Мали решило принять закон о криминализации всех форм торговли людьми в 2010 году. Правительство не предприняло видимых мер по сокращению спроса на коммерческий секс или принудительный труд.

## Примечание
1. ↑  Unicef (апрель 2002). Дата обращения: ноябрь 2015. Архивировано 25 ноября 2020 года.
2. 1 2 3 4 5 6 7 8  «Mali». Trafficking in Persons Report 2010. U.S. Department of State (June 14, 2010).  Эта статья включает текст из этого источника, который находится в общественном достоянии.